# Amadé–Bajzáth–Pappenheim-kastély
Az Amadé–Bajzáth–Pappenheim-kastély Iszkaszentgyörgyön, Fejér vármegyében található.

## Története
Iszkaszentgyörgy neve 1691-ben jelenik meg egy körpecséten akkori neve "ISKA ZENT GIORG", amely ekkor már az Amadé család birtoka. A kastély legrégebbi részét 1735-ben építtette Amadé Antal, a keleti mellékszárnyat és a kaput pedig Amadé Tádé építtette 1764-ben. A központi épület alapja valószínűleg egy 18. századi kastély lehetett. 1800-ban a kastély a Bajzáth József veszprémi püspök tulajdonába került, aki 1820-ban jelentős építkezésekbe fogott. A főszárny két végét bővítette oldalirányban, klasszicista stílusban. 1840 körül a park felőli homlokzat nyílásai új kőkeretet, kaptak, melyek terveit valószínűleg Langmasy Mihály építőmester készítette.
1870-ben Bajzáth József unokaöccsének lányának házassága révén került a Pappenheim grófok birtokába a kastély, jelentős átépítése gróf Pappenheim Siegfried nevéhez kötődik 1904 és 1909 között, melynek költségeit felesége, Károlyi Erzsébet hozománya fedezett. Elbontották a nyugati mellékszárnyakat, és helyükre egy emeletes, gazdag kőszobrászati díszítésű neobarokk épületet építettek, díszes ablak- és erkélyrácsokkal, az emeleti ablakok fölött kőfejekkel, a középrizalit fölött alakos szoborkompozícióval. Az átépítés Gabriel Seidl müncheni építészprofesszor tervei szerint valósult meg.
Az épület nyugati végéhez délről egy emeletes folyosó kapcsolódik, amelynek emelete fedett volt, de kőpillérekkel tagolt oldalai eredetileg nyitottak voltak. Ez egy kör alakú épületbe vezet, melyet társalgóként használtak. Az új épület nyugati végéhez észak felől csehsüvegboltozatos, illetve fiókos dongaboltozatú helyiségeket kapcsoltak, a barokk kaputorony vonalában egy átjáróval. Ehhez merőlegesen kapcsolódik az istállószárny. Az istálló 1906–1909 között készült el. Ebben vörös márvány itatók voltak, de a lovakat nem sokáig tartották itt. A központi kastély földszintjén lakott a gróf és a grófné 3-3 szobában (háló–szalon–dolgozó), az emeleten volt az ebédlő, egyik oldalán a díszes berendezésű gazdag könyvtárral. A házaspár 4 gyermeke részben a régi, részben az új szárnyban lakott. Az új épületben voltak a vendégszobák és egy második könyvtár is. A keleti mellékszárnyban konyha, mosókonyha, vasalószobák voltak.
A Pappenheim család egészen a második világháború végéig birtokolta a kastélyt, utána kórház, menekültszállás, Beszkart üdülő, az '50-es években munkásszálló. Az 1960-as években a helyi tanácsé lett. Méretére való tekintettel itt kapott helyet a hivatal, a helyi rendőrőrs, egy vegyesbolt, gyógyszertár és a posta is, majd a művelődési ház, a könyvtár, a mozi és az általános iskola, valamint szolgálati és bérlakásokat is kialakítottak benne. A kastély felújítása 1985-ben kezdődött, restaurálták falfestményeit is. 1995-ben a KVI tulajdonába került, jelenleg az épület hasznosításra vár. A neobarokk épületrészben működik mai napig is az általános iskola. 1994-ben itt forgatták a Megint tanú című film egyik – „libacombos” – jelenetét.

## A kastélypark
A kastélyhoz park is tartozik, amely teraszos kialakítása egyedülálló volt Fejér vármegyében. A Schusstig főkertész által az 1900-as évek elején tervezett kert számtalan növénykülönlegességet is tartalmazott. A parkot francia mintára tervezték, melynek jellemzői a szimmetrikus elrendezés, geometrikus terepformák, nyírt sövények, fasorok és sok-sok kerti építmény (támfalak, lépcsők, medence, diadalív) és szobrok. Magyarország egyetlen "formal garden"-jét 1991-ben a műemlékvédelem felmérette.

## Képtár

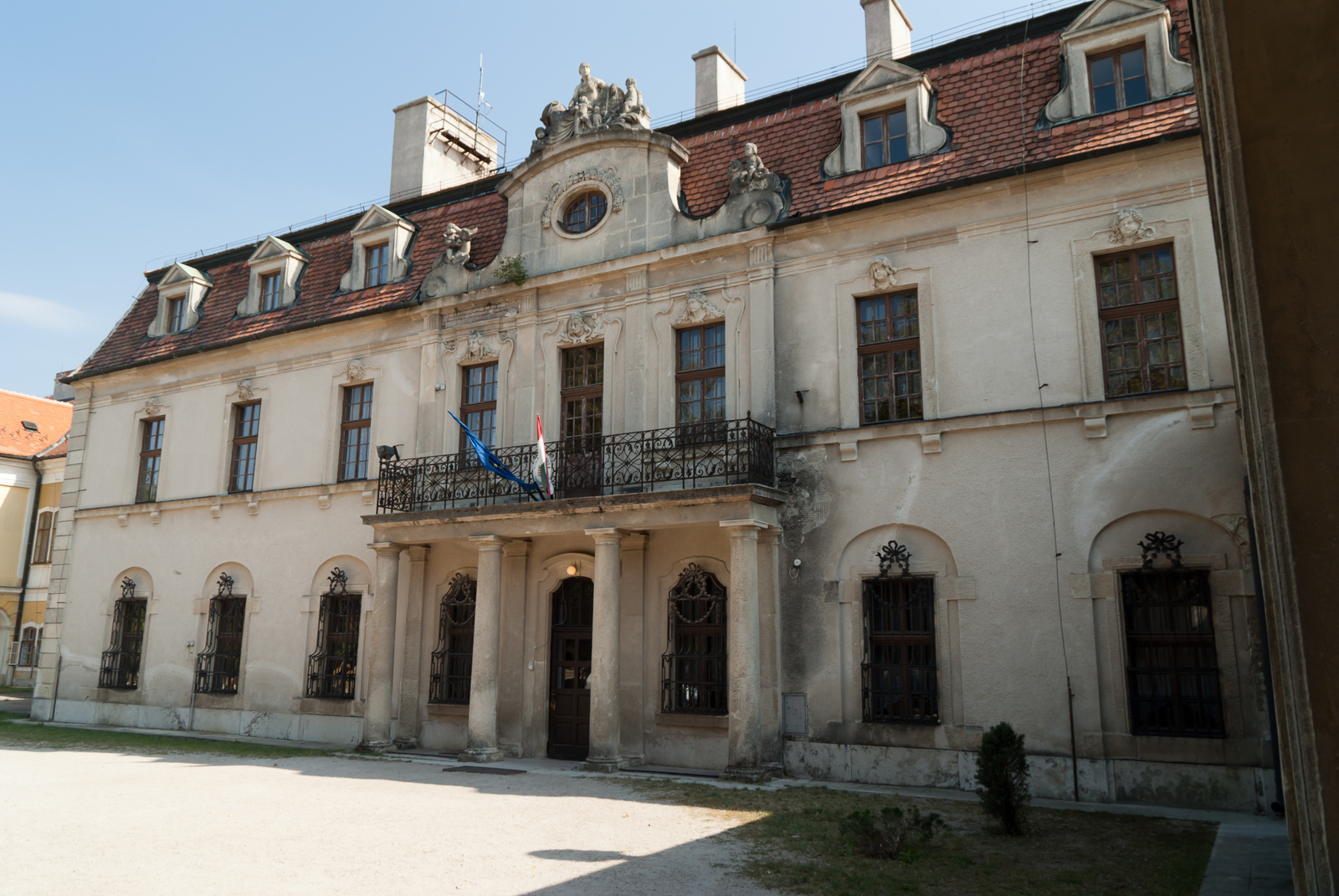
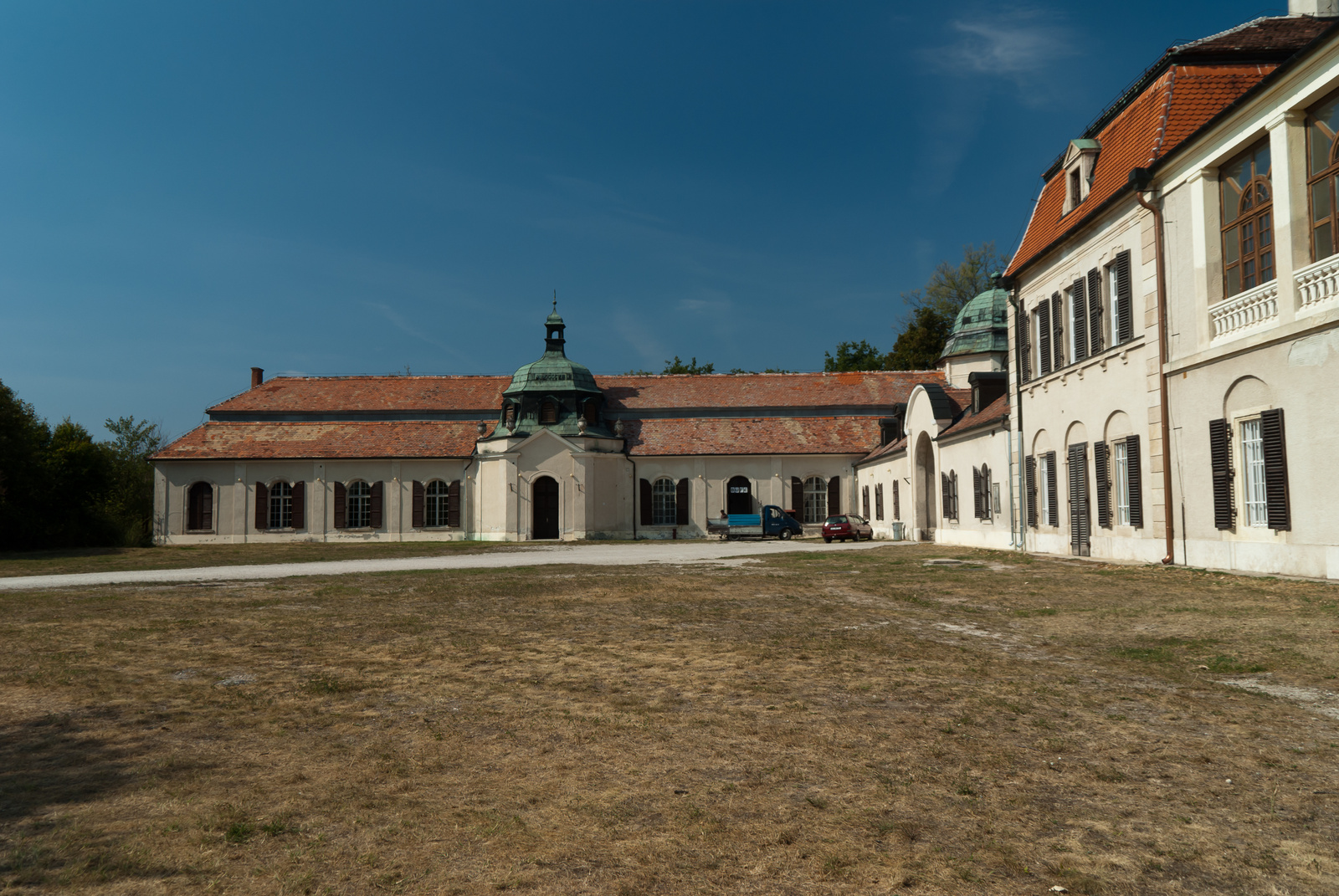
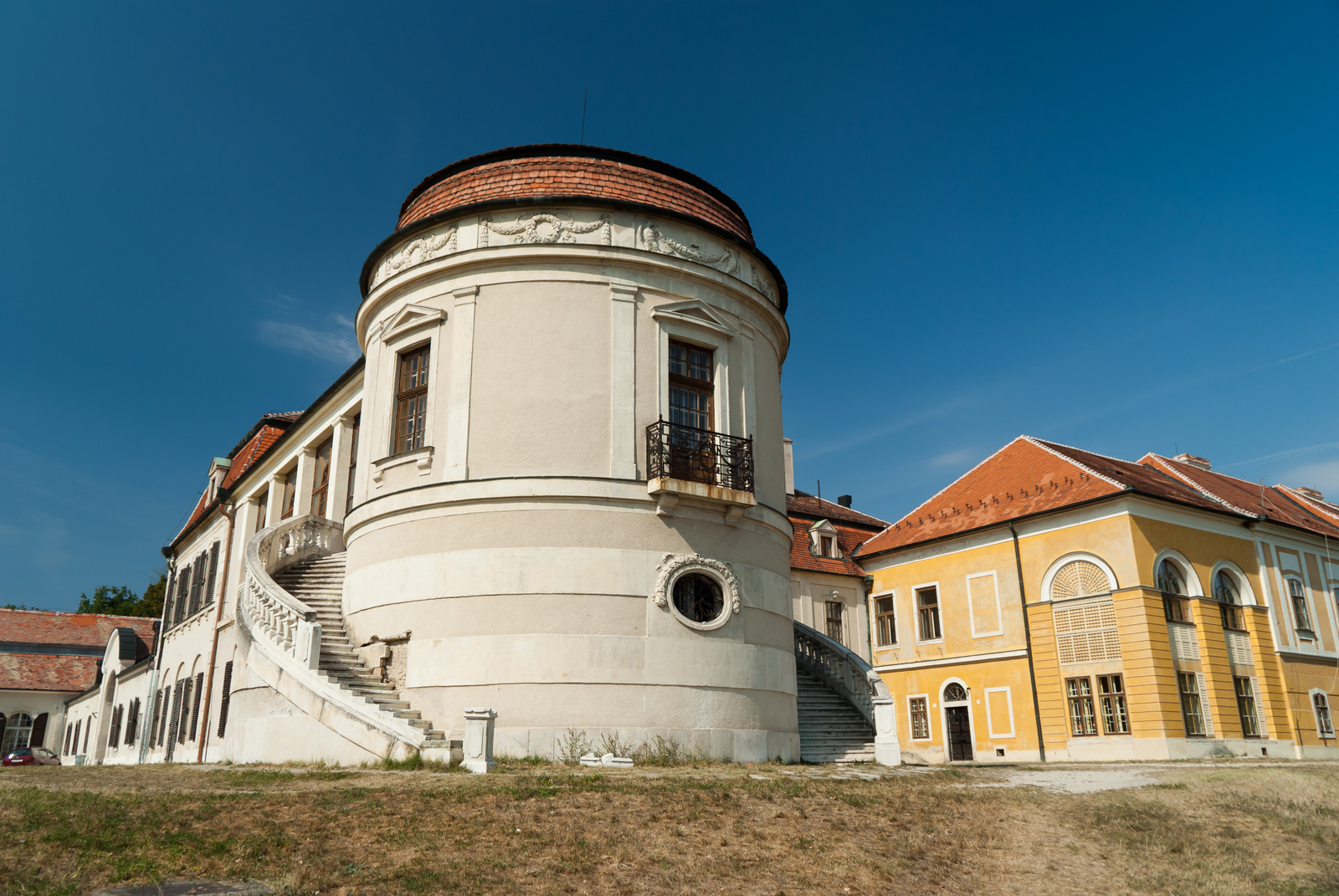
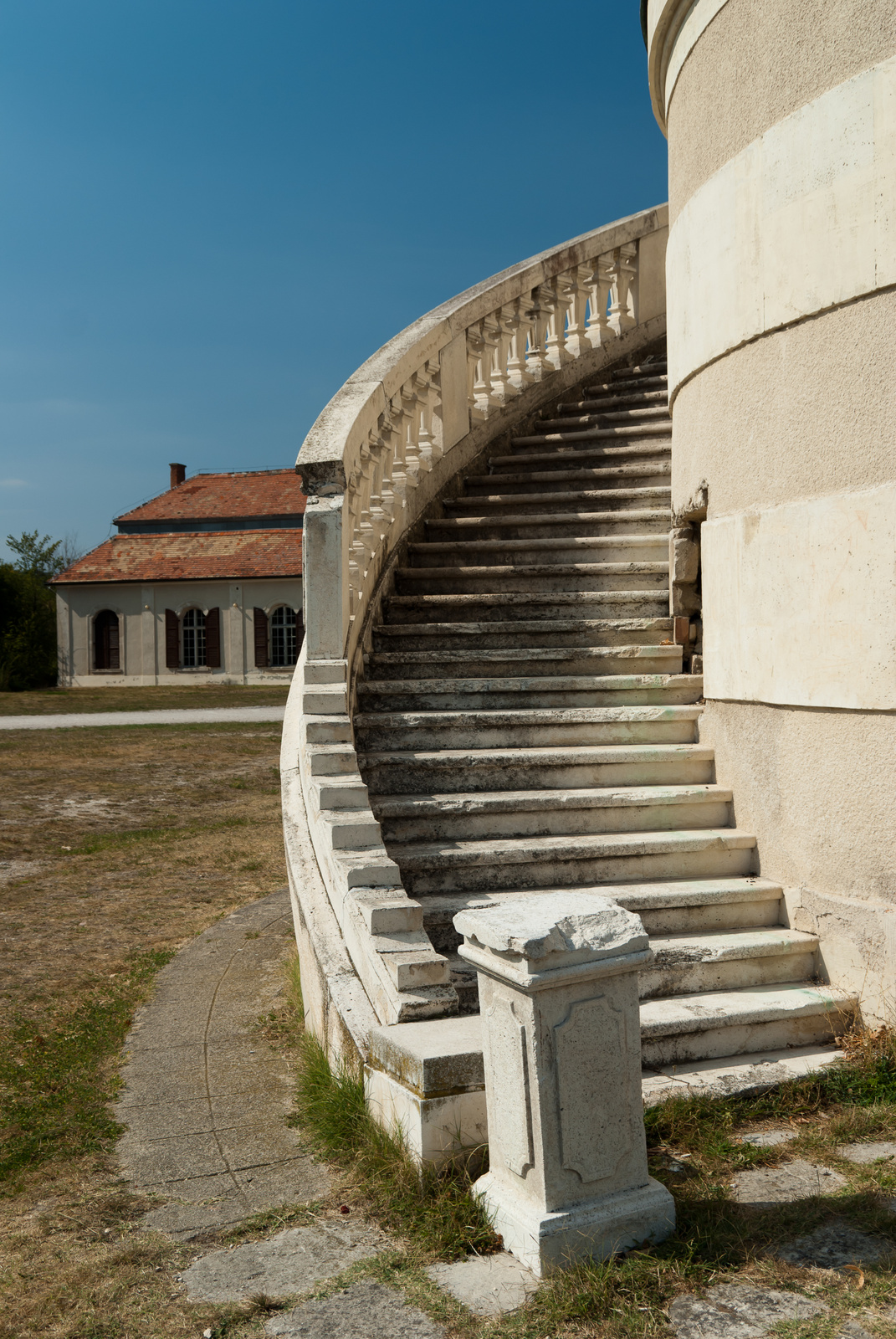